# Jamie Reid (football)
James Tyrrell Reid, né le 15 juillet 1994 à Torquay, est un footballeur international nord-irlandais. Il joue comme attaquant pour le Stevenage FC.

## Biographie

### En club
Formé à Exeter City, il signe son premier contrat en 2012. En juillet 2012, il est prêté à Dorchester Town. Il fait ses debuts pour le club le 26 décembre 2012
Le 20 octobre 2017, il rejoint Torquay United.
Le 23 juin 2020, il rejoint Mansfield Town.
Le 13 juillet 2021, il rejoint Stevenage

### En équipe nationale
Le 22 mars 2024, Reid fait ses débuts internationaux avec l'équipe d'Irlande du Nord lors d'un match contre la Roumanie, marquant un but.

## Palmarès

### En club
- Torquay United
  - Champion de National League South en 2018-2019

### Distinctions personnelles
- Membre de l'équipe-type de EFL League One en 2024 (EFL)[5].